# أندريه نيفيس
أندريه نيفيس (بالبرتغالية: André Neves) هو أستاذ جامعي ورياضياتي برتغالي، ولد في 1975 في لشبونة في البرتغال.

## وصلات خارجية
- الموقع الرسمي